# Spilogona rufitarsis
Spilogona rufitarsis este o specie de muște din genul Spilogona, familia Muscidae. A fost descrisă pentru prima dată de Stein în anul 1920. Conform Catalogue of Life specia Spilogona rufitarsis nu are subspecii cunoscute.